# Szivárványvarázs – Visszatérés az Esővarázs-szigetre
A Szivárványvarázs – Visszatérés az Esővarázs-szigetre (eredeti cím: Rainbow Magic: Return to Rainspell Island) 2010-ben bemutatott amerikai–brit–japán 2D-s számítógépes animációs film, amelynek a rendezője Kavamata Hirosi. A forgatókönyvet Dale Schott írta, a zenéjét Alexander Puttnam szerezte. A mozifilm a HIT Entertainment gyártásában készült. Műfaját tekintve fantasy film.
Az Egyesült Királyságban 2010. május 7-én, az Egyesült Államokban 2011-ben, Japánban 2010-ben mutatták be a mozikban, Magyarországon 2010. július 11-én a Minimaxon vetítették le a televízióban.

## Ismertető
A főszereplő Kirsty és Rachael, akik jó barátnők, és összetalálkoznak egy tündérrel, az egyik szigeten. Ez a sziget, az elvarázsolt sziget. A tündértől egy mágikus amulettet kapnak. Ez egy varázslatos amulett, amely olyan képességet ad, amivel tündérekké tudnak változni, és tudnak tőle repülni is. Ennek a varázslatos képességnek hasznát is veszik, mivel Fagyos Jankó kitervelt egy nagy gonoszságot. Azt tervezi, hogy a világ felett a hatalmat átvegye, és ezt a két jó barátnő próbálja megakadályozni, amit végül sikerül is megtenniük.

## Szereplők
| Szereplő                  | Eredeti hang  | Magyar hang  | Leírás                                                                               |
| ------------------------- | ------------- | ------------ | ------------------------------------------------------------------------------------ |
| Rachel Walker             | Grace Vance   | Molnár Ilona | A szőke hajú, kék szemű lány, aki Kristy-nek, és a tündéreknek a legjobb barátnője.  |
| Kirsty Tate               | Lucy Delaiche | Csuha Bori   | A fekete hajú, kék szemű lány, aki Rachel-nek, és a tündéreknek a legjobb barátnője. |
| Fagyos Jankó (Jack Frost) | David Holt    | Vári Attila  | A főgonosz, aki a tündérek legnagyobb ellensége.                                     |